# جان لوبيز
جان لوبيز (بالإنجليزية: Jean Lopez)‏ هو لاعب تايكوندو أمريكي، ولد في 31 أغسطس 1973.

## وصلات خارجية
- جان لوبيز على موقع TaekwondoData.com (الإنجليزية)
- جان لوبيز على موقع TaekwondoData.com (الإنجليزية)
- جان لوبيز على موقع TaekwondoData.com (الإنجليزية)